# Sint-Egidiuskerk (Mittelheim)
De Sint-Egidiusbasiliek (Duits: Basilika Sankt Ägidius) is een drieschepig romaans kerkgebouw in Mittelheim, een stadsdeel van de Hessische plaats Oestrich-Winkel. De aan de heilige Egidius gewijde kerk dateert uit de vroege jaren van de 12e eeuw en werd deels op de fundamenten van een kapel uit de 10e eeuw opgericht. Daarmee is het de oudste kerk in het Rijngouw.   

## Geschiedenis

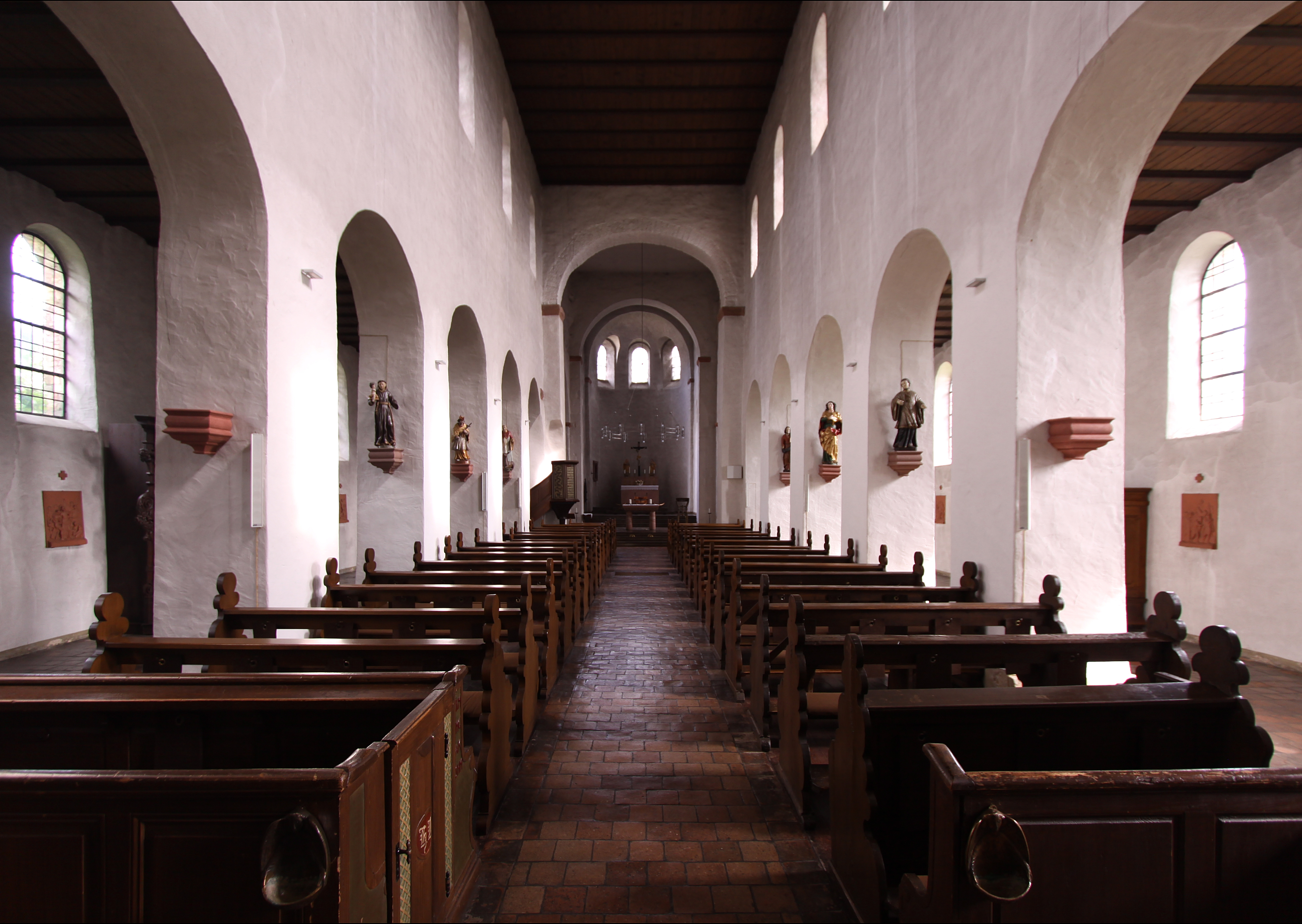
Middenschip

Al voor het jaar 1000 stond op de plaats van de huidige basiliek een eenschepige, Ottoonse kapel. Na 1108 stond er bij deze kapel een klein, door Augustijner koorvrouwen bewoond, klooster. Met de komst van Augustustijner koorheren, die door aartsbisschop Adalbert I wegens gebrek aan discipline uit hun klooster te Eberbach waren gezet, werd het klooster een dubbelklooster. Deze status duurde echter slechts enkele decennia. De broeders bouwden vanaf 1118 de kerk zoals we die tegenwoordig kennen. De inwijding ervan vond in 1131 plaats.
In 1213 vertrokken de nonnen naar het klooster Gottesthal in het naburige Oestrich, maar de basiliek bleef men gebruiken als kloosterkerk. Op dat moment waren de monniken al vertrokken uit Mittelheim; zij keerden vermoedelijk terug naar het klooster Eberbach, dat intussen tot de Cisterciënzer orde behoorde. Toen ook een groot deel van de nonnen van het klooster Gottesthal tot de Cisterciënzer orde overging, bleef een kleine groep Augustijner koorvrouwen trouw aan de oude orde en keerde in circa 1250 met toestemming van aartsbisschop Christiaan II terug naar de kloostergebouwen van Mittelheim. De opvolger van Christiaan II, aartsbisschop Gerhard I, verbood echter de opname van novices en daarmee stierf het klooster van Mittelheim langzaam uit.
Sinds uiterlijk 1263 wordt de basiliek als parochiekerk van Mittelheim gebruikt, terwijl het klooster Gottesthal vanaf 1284 de patronaatsrechten over de parochie en de basiliek behield. In 1353 werd de parochie Sint-Egidius gevestigd en er een eigen pastoor benoemd. Gedurende de eeuwen die volgden veranderde er weinig aan de kerk. Daarentegen werden de gebouwen van het ooit zo welvarende klooster Gottesthal na de secularisatie gesloopt. Het bouwmateriaal werd gebruikt voor de aanleg van straten en de bouw van huizen. Slechts een oude poortboog en het voormalige poortgebouw herinneren nog aan het klooster Gottesthal.
De kerk kreeg in 1511 een kansel met fraai houtsnijwerk en in de periode 1699-1720 werd de kerk voorzien van een barokke inrichting en een nieuwe opbouw voor het hoogaltaar.   
De restauraties in 1903, 1938 en 1952 brachten de basiliek weer terug in de oorspronkelijke romaanse toestand. Bij de renovatie in 1938 werden de uit de 10e eeuw stammende fundamenten van de Ottoonse bouw blootgelegd.  

## Inrichting
- In de doopkapel staat een achthoekig doopvont van zandsteen met het wapen van de schenker (1490).
- Het altaarblok van het hoogaltaar is romaans en stamt uit de bouwtijd van de kerk; de barokke kruisigingsgroep stamt uit 1720. Door een opening achter het hoogaltaar komt men in een confessio met een altaarmensa en een reliekengraf.
- De renaissance kansel stamt uit 1511
- In de kerk bevinden zich epitafen uit de 16e, 17e en 18e eeuw.
- Onder de viering bevinden zich twee gotische beelden van de heilige Egidius (omstreeks 1380) en de heilige Urbanus (circa 1500), verder zijn er barokke heiligenbeelden uit de 17e en 18e eeuw (boven de westelijke ingang: Sint-Margaretha en Sint-Joris; aan de pijlers in het kerkschip: Sint-Aloysius, Sint-Jozef, Sint-Antonius en nog een beeld van Sint-Egidius).
- Het barokke koorgestoelte stamt uit 1684, de biechtstoel uit 1700.
- In de noordelijke zijapsis bevindt zich een laatgotisch vesperbeeld uit 1420, dat in de 19e eeuw door een wijnhandelaar geschonken.
- Het orgel werd in 1978 geïnstalleerd.

## Afbeeldingen

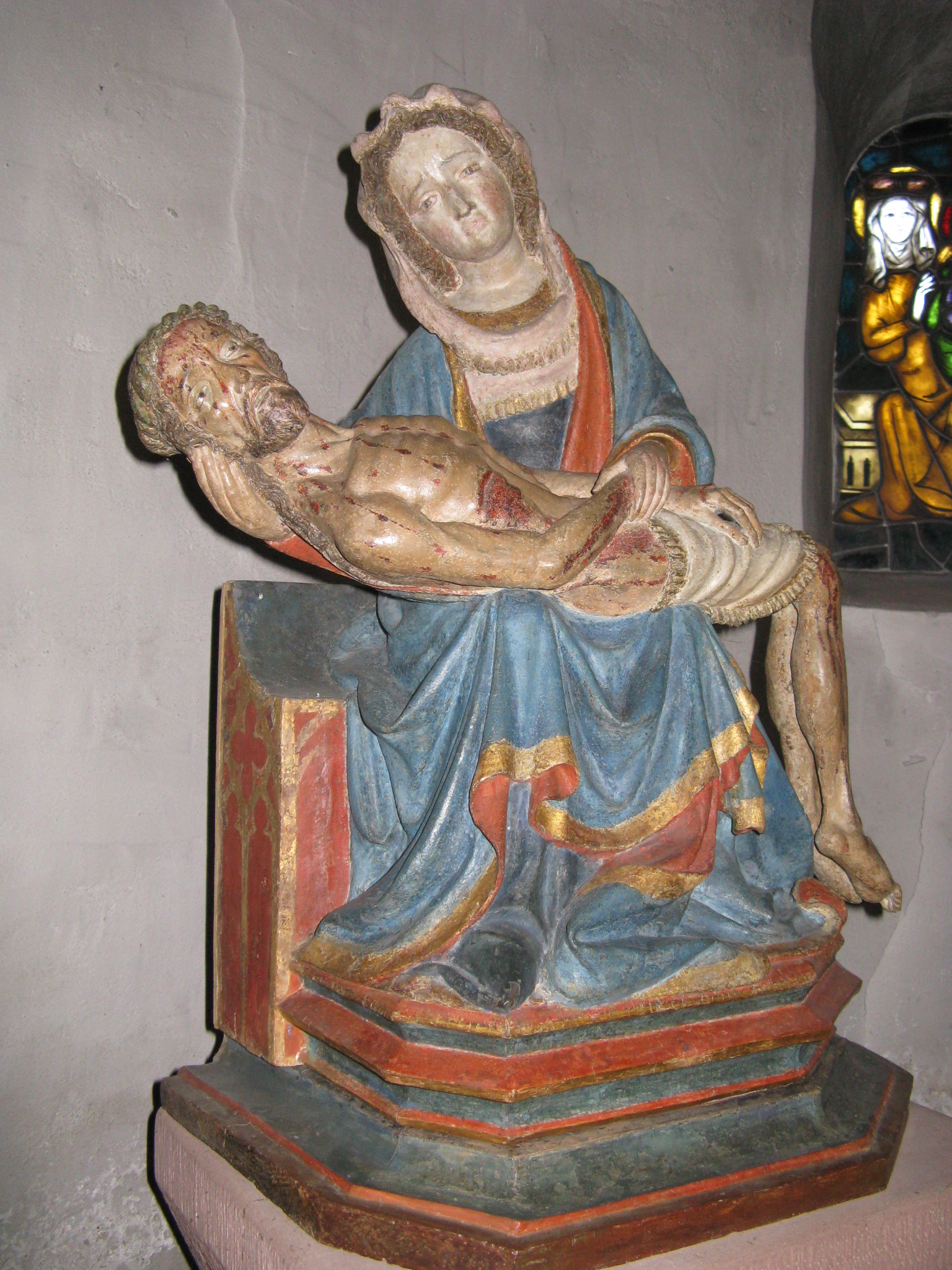
Pièta
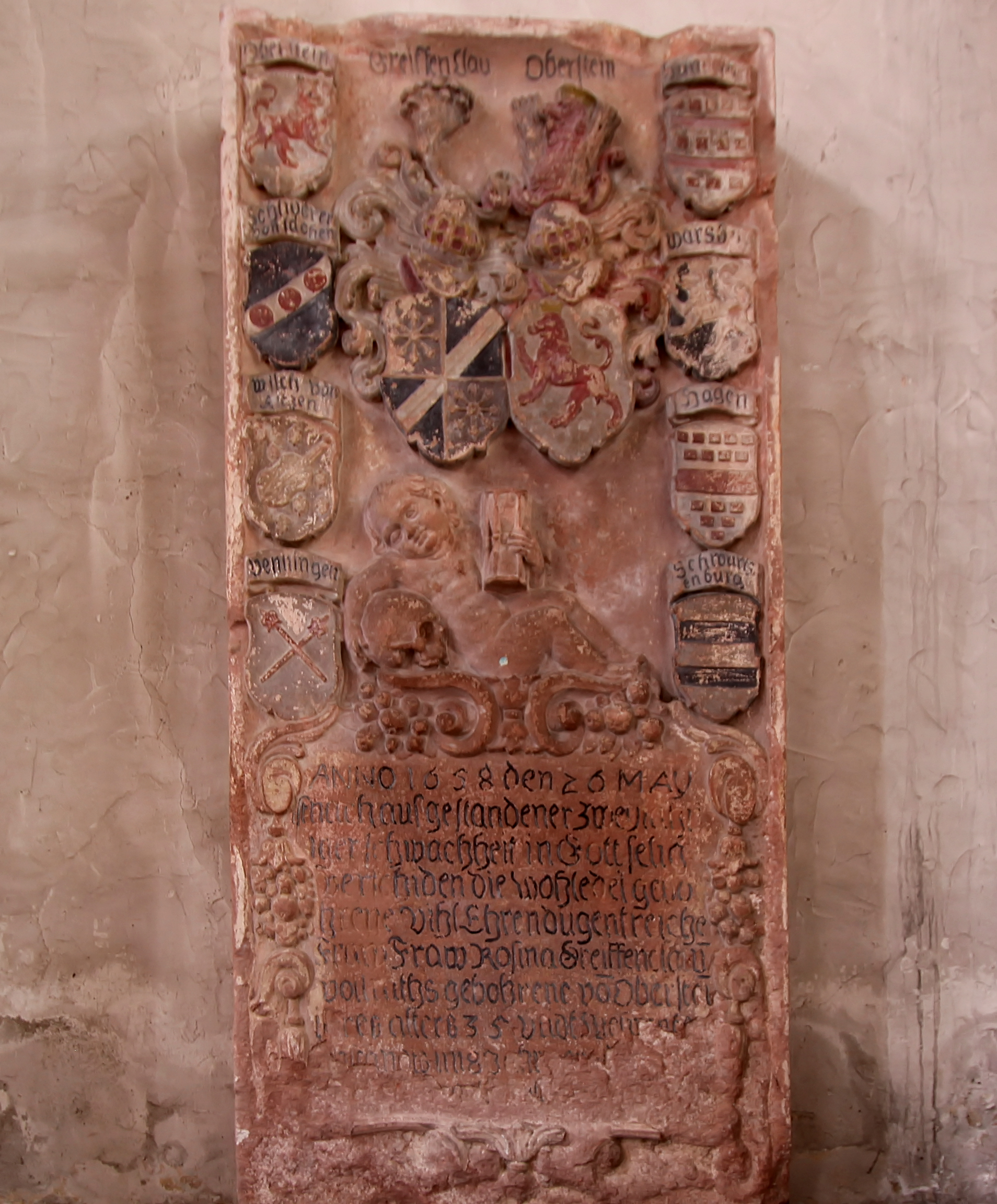
Grafsteen voor de op 26 mei 1658 overleden Rosina Greiffenclau von Vollrads
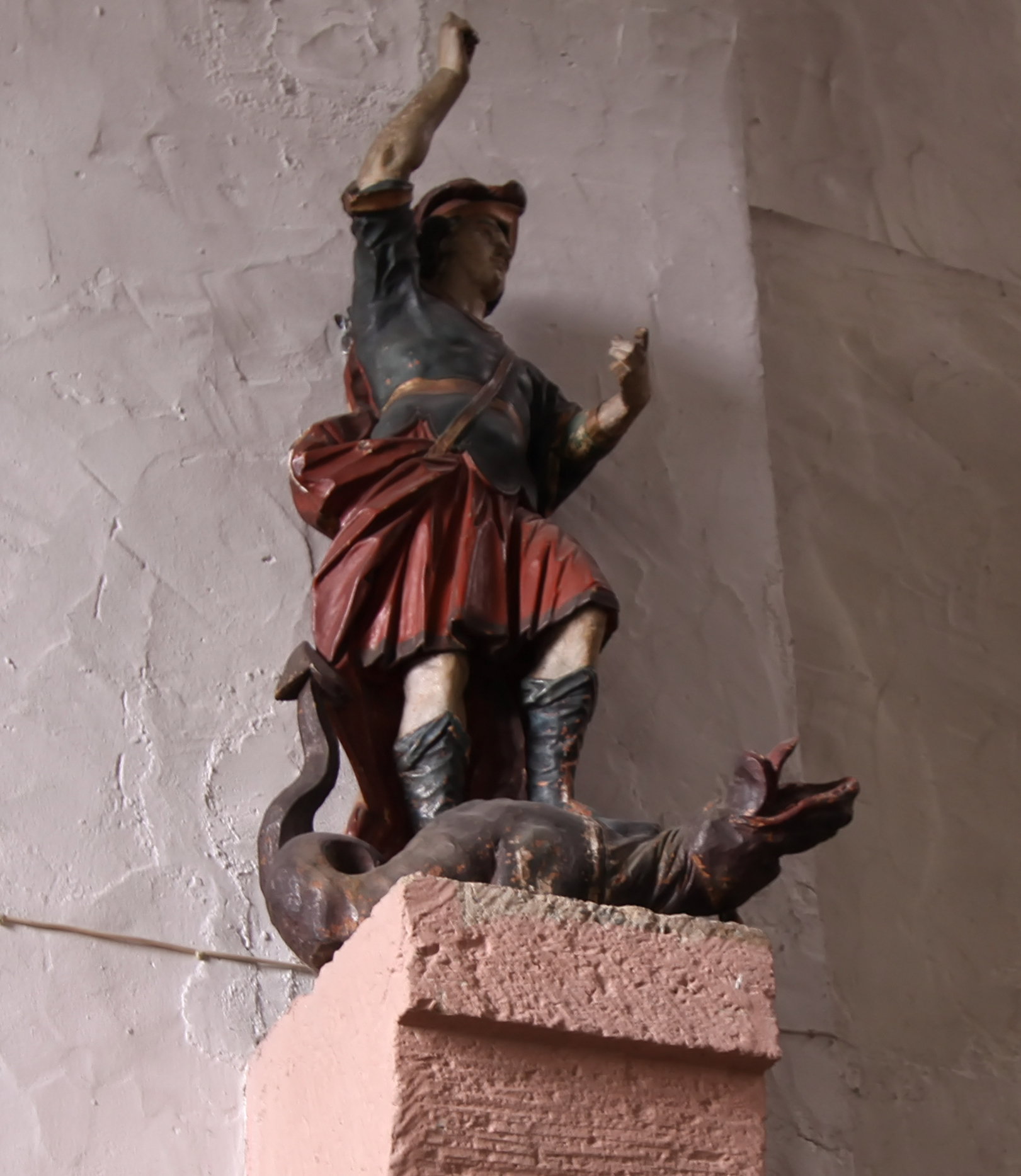
Beeld van Sint-Joris
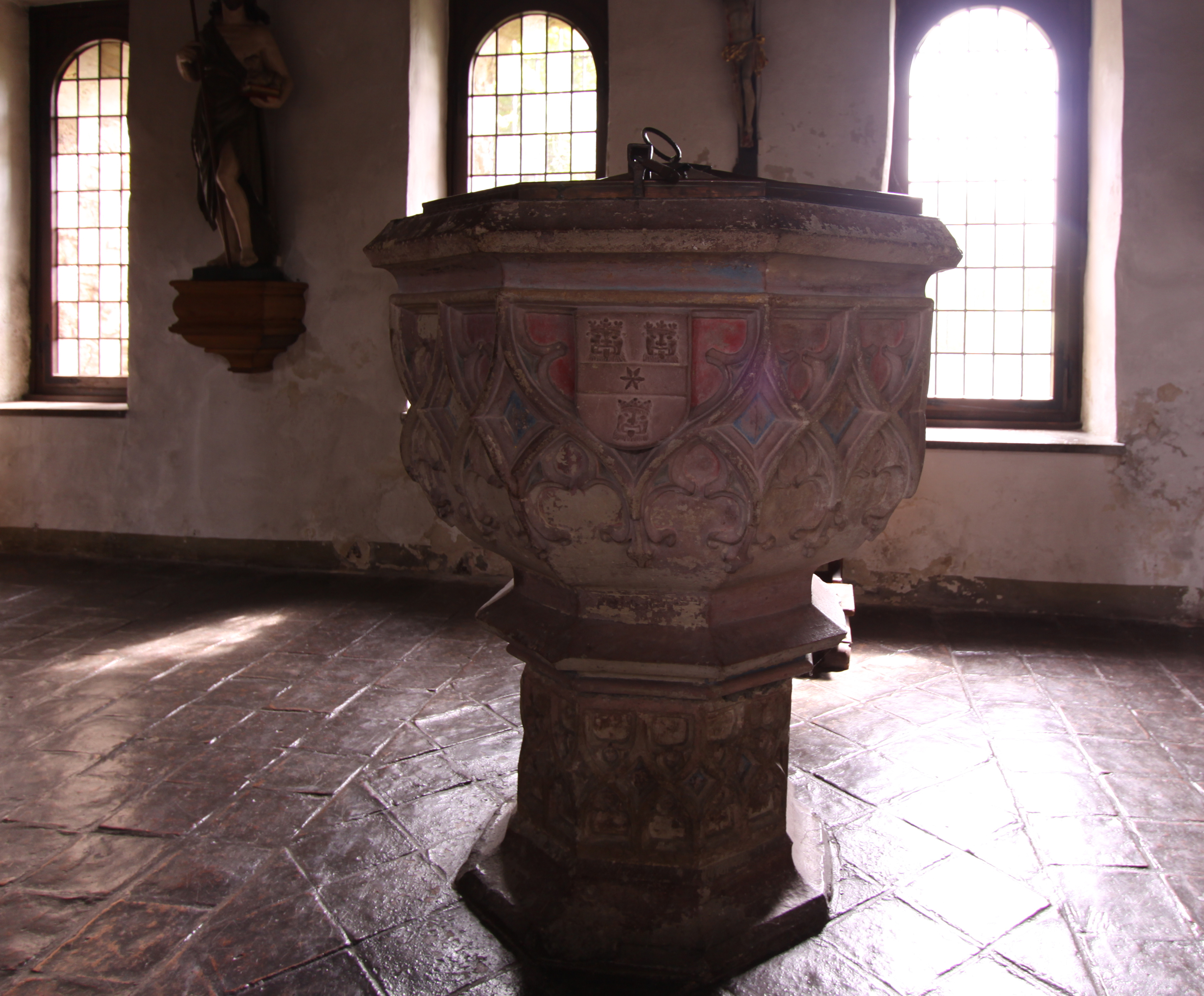
Gotisch doopvont